# مردم بومی گینه نو

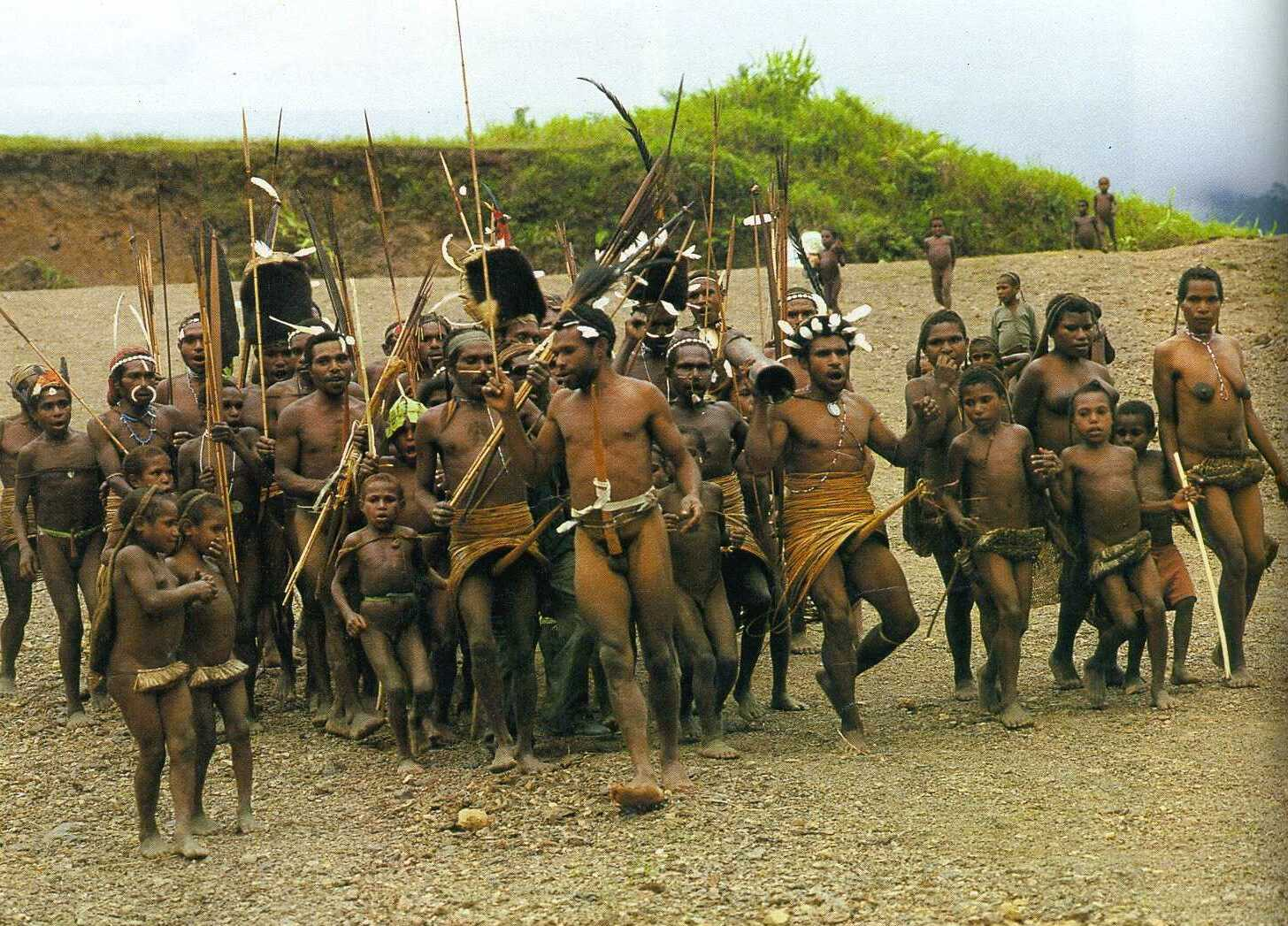

مردم بومی گینه نو (انگلیسی: Indigenous people of New Guinea)، که معمولاً پاپوآیی‌ها خوانده می‌شوند، ملانزیایی‌ها هستند. شواهد ژنتیکی برای دو اصل و نسب مهم تاریخی در گینه نو و جزایر همسایه وجود دارد:.
یک موج اول از مجمع الجزایر مالایی شاید ۵۰٬۰۰۰ سال پیش هنگامی که گینه نو و استرالیا یک خشکی بودند
و خیلی بعد، موجی از مردمان آسترونزیایی از شمال